# Serge Kimoni
Serge Didier Kimoni (Verviers, 8 maart 1965 – Luik, 13 mei 2023) was een Belgisch-Congolese voetballer. Hij speelde onder meer voor RFC Seraing en Club Brugge. Hij is de broer van voetballers Daniel Kimoni en Donatien Kimoni. 

## Carrière
Serge Kimoni werd in 1982 door RFC Sérésien uit de jeugdreeksen van Entente Rechaintoise weggeplukt. De 17-jarige verdediger dwong al gauw een plaats af in het eerste elftal van Sérésien. De club was net naar Eerste Klasse gepromoveerd. In 1984 werd de club verrassend vijfde in de competitie, maar de overige seizoenen flirtte Sérésien voortdurend met de degradatie. In 1987 werd de club voorlaatste, en dit was voor Kimoni het signaal om te vertrekken.
In de zomer van 1987 belandde Kimoni bij het Club Brugge van trainer Henk Houwaart. De Congolese Belg speelde regelmatig op de positie van rechtsachter en viel vooral op met zijn aanvallende impulsen. Hij veroverde in zijn eerste seizoen meteen de landstitel. Dat jaar haalde blauw-zwart ook de halve finale van de UEFA-Cup.
Kimoni was een impulsieve voetballer die niet altijd even constant presteerde. Toch dwong hij ook in zijn tweede seizoen regelmatig een plaats af in het eerste elftal. Toen Georges Leekens in 1989 trainer werd, belandde Kimoni op de bank. Op het einde van het seizoen keerde hij terug naar Sérésien, dat nog steeds in Tweede Klasse vertoefde.
Op het seizoen bij AC Hemptinne-Eghezée na speelde Kimoni tot 1996 bij Sérésien, dat ondertussen haar naam veranderde in RFC Seraing. De club keerde ook terug naar Eerste Klasse, waar het onder trainer Georges Heylens sterk voor de dag kwam. In 1994 werd Seraing verrassend derde na RSC Anderlecht en Club Brugge. De club dwong zo Europees voetbal af. Kimoni moest in die dagen strijden om een plaats in het elftal. De concurrentie was groot met spelers als Jean-Marie Houben en Danny N'Gombo.
In 1996 verhuisde de toen 30-jarige Kimoni voor twee seizoenen naar het Franse CS Sedan. Nadien keerde hij terug naar België, waar hij nog voetbalde voor Tilleur FC, KV Kortrijk en Sprimont Comblain Sport.

## Nationale ploeg
Serge Kimoni werd in 1987 opgeroepen voor de nationale ploeg van België. Het was bondscoach Guy Thys die hem selecteerde voor de interland van 11 november 1987 tegen Luxemburg. Kimoni kwam echter niet in actie, waardoor hij nooit een A-cap verzamelde.

## Overlijden
Op 13 mei 2023 overleed hij op 58-jarige leeftijd door een verkeersongeval.